# Camponotus santosi
Camponotus santosi é uma espécie de inseto do gênero Camponotus, pertencente à família Formicidae.